# Zsana
Zsana là một thị trấn thuộc hạt Bács-Kiskun, Hungary. Thị trấn này có diện tích 87,94 km², dân số năm 2010 là 795 người, mật độ 9 người/km².